# Moorwindelschnecke
Die Moorwindelschnecke (Vertigo lilljeborgi), auch Moor-Windelschnecke, ist eine Schneckenart der Familie der Windelschnecken (Vertiginidae) aus der Unterordnung der Landlungenschnecken (Stylommatophora).

## Merkmale
Das rechtsgewundene, eiförmige Gehäuse ist 1,7 bis 2,05 mm hoch und 1,15 bis 1,35 mm breit. Es hat 4 bis 5 stark gewölbte, schnell zunehmende Windungen mit einer tiefen Naht. Die letzte Windung ist verhältnismäßig sehr groß und bauchig; sie steigt zur Mündung hin nur wenig an. Der Mundsaum ist kaum verdickt, eher scharf zulaufend und nur sehr wenig erweitert. Die Ornamentierung besteht aus schwachen, aber regelmäßigen Anwachsstreifen. Die Mündung ist in der Frontalansicht birnförmig bis schief herzförmig. Sie ist meist mit vier gut ausgebildeten, schlanken Zähnen bewehrt: ein parietaler Zahn, ein columellarer Zahn und zwei palatale Zähne. Die Zähne setzen sich direkt von der inneren Mündungswand ab. Der Nackenwulst ist nur schwach entwickelt.
Das Gehäuse ist gelblichbraun bis braun gefärbt, die Oberfläche glänzt. Die Schale ist dünn und zerbrechlich.

### Ähnliche Arten
Die Art ähnelt im äußeren Habitus stark der Bauchigen Windelschnecke (Vertigo moulinsiana). Sie ist jedoch deutlich kleiner als diese. Sie unterscheidet sich jedoch im Genitalapparat. Die Gemeine Windelschnecke (Vertigo pygmaea) ist zwar ähnlich groß wie die Moorwindelschnecke, jedoch deutlich schlänker. Alle drei Arten zeigen eine ähnliche Bewehrung der Mündung. Bei der Gemeinen Windelschnecke und der Bauchigen Windelschnecke sind die Zähne an der Basis durch einen Callus verbunden.

## Geographische Verbreitung und Lebensraum
Das Verbreitungsgebiet erstreckt sich von Irland, Nordengland und Schottland über Skandinavien, das Baltikum (Lettland) bis nach Nordwestrussland. Es gibt aber auch noch einzelne isolierte Populationen in Wales, Dänemark, Deutschland (z. B. Schwarzwald, Bayerischer Wald u. a.), Tschechien, Frankreich (Auvergne) und in den französischen und spanischen Pyrenäen. Vor kurzem wurde auch im Altai ein Vorkommen entdeckt.
Die Tiere leben in offenen Sümpfen, in Erlenbrüchen, an Teich- und Bachrändern, oft im Überflutungsbereich in feuchten, vermodernden Pflanzenresten. Sie bevorzugen mineralstoffarme, eher saure Böden.

## Taxonomie
Das Taxon wurde 1871 von Carl Agardh Westerlund als Pupa lilljeborgi erstmals beschrieben.

## Gefährdung
In Deutschland ist die Art extrem selten (Gefährdungskategorie R). In anderen europäischen Ländern ist die Art durch Drainage und Wasserbaumaßnahmen teilweise stark gefährdet. In England und Irland wurden so einige Populationen in den letzten Jahrzehnten zerstört. In Irland wird sie als „vulnerable“ („gefährdet“) eingestuft. Die International Union for Conservation of Nature and Natural Resources (IUCN) bewertet den Gefährdungsgrad insgesamt gesehen lediglich mit „Near Threatened“ (gering gefährdet).

## Belege